# Drosophila anceps
Drosophila anceps är en tvåvingeart som beskrevs av Patterson och Gordon Mainland 1944. Drosophila anceps ingår i släktet Drosophila och familjen daggflugor.
Artens utbredningsområde är Puebla, Mexiko.